# Esparròs
Esparròs (en francès Esparros) és un municipi francès situat al departament dels Alts Pirineus i a la regió d'Occitània.

## Demografia
| 1962                                       | 1968 | 1975 | 1982 | 1990 | 1999 | 2007 |
| ------------------------------------------ | ---- | ---- | ---- | ---- | ---- | ---- |
| 244                                        | 232  | 202  | 211  | 192  | 194  | 180  |
| Des de 1962: població sense dobles comptes |      |      |      |      |      |      |

## Administració
| Període   | Identitat        | Partit |
| --------- | ---------------- | ------ |
| 2001-2006 | André Pène       |        |
| 2006-2008 | Etienne Duthu    |        |
| 2008-     | Jean Marie Duthu |        |